# Марфино (городской округ Клин)
Марфино — деревня в Клинском районе Московской области, в составе Нудольского сельского поселения. Население — 8 чел. (2010). До 2006 года Марфино входило в состав Малеевского сельского округа.
Деревня расположена на юге центральной части района, в стороне от дорог среди лесов, примерно в 7 км к юго-западу от райцентра Клин, высота центра над уровнем моря 225 м. Ближайшие населённые пункты — Иевлево на юго-востоке и Кононово на юге.

## Население
| 2002 | 2006 | 2010 |
| ---- | ---- | ---- |
| 9    | ↘8   | →8   |